# Frederik Hendrik de Pesters
Jhr. Frederik Hendrik de Pesters (Utrecht, 15 maart 1839 − Arnhem, 29 september 1906) was een Nederlands burgemeester.

## Biografie
De Pesters was een telg uit het geslacht De Pesters en een zoon van jhr. mr. Jan Everard de Pesters, heer van Cattenbroek (1802-1879) en Jacoba Margaretha van Hengst (1809-1875). Hij studeerde af in 1865 aan de Universiteit Utrecht op het proefschrift De voorzitter der Staten-Generaal. Hij trouwde in 1872 met Wilhelmina Johanna Gaymans (1838-1917), telg uit het geslacht Gaymans, met wie hij een jong overleden zoon en twee dochters kreeg. In 1892 schonk hij, mede namens andere familieleden, stukken betreffende zijn familie aan het Rijksarchief Utrecht die betrekking hadden op het Provinciaal Bestuur van die provincie uit de 18e eeuw.
De Pesters was van november 1871 tot 1887 burgemeester van Bunnik, van Odijk en van Werkhoven. Op 30 april 1877 legde hij de eerste steen voor de school in Bunnik. Van 1886 tot 1903 was hij hoogheemraad van de Lekdijk Benedendams en de IJsseldam. Jhr. mr. F.H. de Pesters overleed op 67-jarige leeftijd.